# Daniel Gisiger
Daniel Gisiger (* 9. Oktober 1954 in Baccarat, Frankreich) ist ein ehemaliger Schweizer Radsporttrainer und ehemaliger Radrennfahrer.

## Sportliche Laufbahn
Bei den UCI-Bahn-Weltmeisterschaften 1977 in San Cristóbal errang Daniel Gisiger zwei dritte Plätze, in der Einer- sowie der Mannschaftsverfolgung der Amateure (mit Walter Baumgartner, Hans Känel und Robert Dill-Bundi). 1977 holte er zwei Etappensiege in der Niedersachsen-Rundfahrt. Als Amateur startete er für den Verein Olympia Biel.
Im selben Jahr noch wurde er Profi, startete beim Sechstagerennen in Zürich und belegte gemeinsam mit René Pijnen den zweiten Platz. Viermal – 1975, 1976, 1977 und 1987 – wurde er Schweizer Meister im Punktefahren. 1977 stellte er im Zürcher Hallenstadion mit 46,745 km/h den Stundenweltrekord für Amateure auf. 1978 gewann er die Gesamtwertung des Étoile des Espoirs.
Gisiger war ein exzellenter Zeitfahrer. Als solcher gewann er vorwiegend Zeitfahr-Wettbewerbe, wie u. a. dreimal in Folge die Trofeo Baracchi, 1981 mit Serge Demierre, 1982 mit Roberto Visentini und 1983 mit Silvano Contini; 1981 und 1983 den Grand Prix des Nations. Zweimal gewann er Etappen des Giro d’Italia und je einmal der Tour de Suisse und der Tour de Romandie, 1981 den Trofeo Masferrer. Bei der Deutschland-Rundfahrt 1981 siegte er in der Bergwertung, 1987 beim Giro del Lago Maggiore.
Daniel Gisiger startete bei insgesamt 40 Sechstagerennen, von denen er sechs gewann. Allein viermal siegte er im Zürcher Sechstagerennen (1983, 1984 und 1986 mit Urs Freuler und 1988 mit Jörg Müller).
Nach dem Ende seiner Laufbahn gestand Gisiger Doping mit Anabolika und Cortison.

## Berufliches
Nach Beendigung seiner aktiven Radsportkarriere absolvierte Gisiger, der vier Sprachen fliessend spricht, eine Trainerausbildung in Frankreich und war in Neukaledonien, dem Geburtsland seiner Frau, als Verbandstrainer tätig. Anschliessend arbeitete er als Trainer im Centre Mondial du Cyclisme des Weltradsportverbandes Union Cycliste Internationale in Aigle, aber die Zusammenarbeitet endete im Streit. Von 2007 bis 2021 war Gisiger Nationaltrainer der Schweizer Bahn-Mannschaft. Unter seiner Ägide errang der Schweizer Bahn-Vierer etwa bei den UEC-Bahn-Europameisterschaften 2015, 2018 und 2021 jeweils die Silbermedaille und 2020 Bronze. Ebenfalls 2015 wurde der Fahrer Stefan Küng Weltmeister in der Einerverfolgung. Sein Nachfolger als Nationaltrainer wurde Mickaël Bouget. 2023 ging Gisiger nach Japan, um dort die Ausdauer-Nationalmannschaft zu trainieren.

## Ehrungen
Im Oktober 2021 wurde Gisiger von Swiss Olympic mit dem Swiss Olympic Coach Award ausgezeichnet. Der Aufschwung des Bahnradsports in der Schweiz sei zweifellos mit seinem Namen verbunden und seine Verdienste für den Schweizer Radsport eindrücklich und «legendär».

## Erfolge

### Bahn
1975
- Schweizer Meister – Punktefahren
- Schweizer Meister – Mannschaftsverfolgung

1976
- Schweizer Meister – Punktefahren

1977
- Weltmeisterschaft – Einerverfolgung, Mannschaftsverfolgung (mit Walter Baumgartner, Hans Känel und Robert Dill-Bundi)
- Schweizer Meister – Punktefahren

1982
- Sechstagerennen von Nouméa (mit Diederik Foubert)

1983
- Zürcher Sechstagerennen (mit Urs Freuler)
- Sechstagerennen von Grenoble (mit Patrick Clerc)

1984
- Zürcher Sechstagerennen (mit Urs Freuler)

1986
- Zürcher Sechstagerennen (mit Urs Freuler)

1987
- Schweizer Meister – Punktefahren

1988
- Zürcher Sechstagerennen mit (Jörg Müller)

### Strasse
1977
- Gesamtwertung und eine Etappe Giro del Lago Maggiore (Amateure)
- zwei Etappen Niedersachsen-Rundfahrt

1978
- Grand Prix d’Isbergues
- Etoile des Espoirs
- eine Etappe Tour de Romandie

1981
- eine Etappe Giro d’Italia
- eine Etappe Tour de Suisse
- Grosser Preis des Kantons Aargau
- Trofeo Masferrer
- Prolog Katalonien-Rundfahrt
- Grand Prix des Nations
- Trofeo Baracchi (mit Serge Demierre)

1982
- Prolog Katalonien-Rundfahrt
- Trofeo Baracchi (mit Roberto Visentini)

1983
- Prolog Tour de Suisse
- Leimentalrundfahrt
- Grand Prix des Nations
- Trofeo Baracchi (mit Silvano Contini)

1985
- eine Etappe Giro d’Italia

1987
- Giro del Lago Maggiore

1987
- Pruntrut–Zürich

## Grand-Tour-Platzierungen
| Grand Tour            | 1978 | 1979 | 1980 | 1981 | 1982 | 1983 | 1984 | 1985 | 1986 | 1987 | 1988 |
| --------------------- | ---- | ---- | ---- | ---- | ---- | ---- | ---- | ---- | ---- | ---- | ---- |
| Vuelta a EspañaVuelta | –    | –    | –    | –    | –    | –    | –    | –    | –    | –    | –    |
| Giro d’ItaliaGiro     | –    | –    | –    | 74   | 61   | 74   | 84   | 66   | 102  | –    | 92   |
| Tour de FranceTour    | 75   | –    | –    | –    | DNF  | –    | –    | –    | –    | –    | –    |